# Xu Xin (football)
Pour les articles homonymes, voir Xu Xin.
Dans ce nom chinois, le nom de famille, Xu, précède le nom personnel.
Xu Xin, né le 19 avril 1994 à Shenyang en Chine, est un footballeur chinois qui évolue au poste de milieu de terrain au Shanghai Port.

## Biographie
En 2013, Xu Xin commence sa carrière professionnelle en Espagne dans le club de la capitale, l'Atlético de Madrid. Il joue avec l'équipe C jusqu'en 2015 où il rentre dans l'effectif de l'équipe B. En 2016, Xu quitte la capitale espagnole.
En janvier 2016, Xu rejoint l'effectif du quintuple champion chinois Guangzhou Evergrande. C'est le 1er avril qu'il fait ses débuts au Championnat de Chine à la 71e minute face au Guangzhou R&F (victoire 2-0). Quatre jours plus tard, il dispute son premier match de Ligue des champions de l'AFC face au club japonais Urawa Red Diamonds (défaite 1-0). Le 11 mai, il joue son premier match de Coupe de Chine. Durant l'année 2016, Xu Xin joue neuf matchs, une passe décisive et remporte le championnat et la coupe.
Le 1er avril 2017, Xu joue son premier match de la saison où il sort sur blessure à la 56e minute. Il revient le 26 mai où il joue 58 minutes face au Chongqing Lifan. Durant cette saison, il joue un match de Ligue des champions de l'AFC en quarts de finale retour face au club chinois Shanghai SIPG (défaite aux tirs au but). Il joue cinq matchs de coup, mais son équipe échoue en demi-finale encore face à Shanghai SIPG. Il joue au total 20 matchs et délivre deux passes décisives. Il remporte le championnat. 
La saison suivante, Xu Xin joue dix matchs. Il découvre pour la première fois la Supercoupe remportée par son club face à Shanghaï Shenhua (4-1).
Le 5 juillet 2019, Xu inscrit son premier but avec son club contre le Tianjin Tianhai (victoire 3-1).

## Palmarès
- Champion de Chine en 2016, 2017 et 2019 avec le Guangzhou Evergrande
- Vainqueur de la Coupe de Chine en 2016 avec le Guangzhou Evergrande
- Vainqueur de la Supercoupe de Chine en 2017 avec le Guangzhou Evergrande